# ISO 3166-2:DO
کد ISO 3166-2:DO بخشی از استاندارد ایزو ۳۱۶۶ برای کشور جمهوری دومینیکن است که توسط سازمان بین‌المللی استانداردسازی ISO تنظیم شده‌است این سازمان، کدهای استاندارد را برای تقسیمات کشوری (ایالت‌ها یا استان‌های) کشورهای فهرست شده در استاندارد ایزو ۳۱۶۶-۱ تعریف می‌کند.
هر کد شامل دو بخش می‌گردد که توسط علامت - جدا می‌گردند.
- بخش نخست DO که در ایزو ۳۱۶۶-۱ آلفا-۲ کد کشور جمهوری دومینیکن است.
- بخش دوم شامل یک یا دو یا سه حرف است که بیان‌کننده استان یا ایالت کشور جمهوری دومینیکن می‌باشد.

## کدها
| کدها  | استان                             | کدها precedente |
| ----- | --------------------------------- | --------------- |
| DO-01 | سانتو دومینگو                     | DO-DN           |
| DO-02 | استان آزوا                        | DO-AZ           |
| DO-03 | استان بائوروکو                    | DO-BR           |
| DO-04 | استان بارائونا                    | DO-BH           |
| DO-05 | استان داخابون                     | DO-DA           |
| DO-06 | استان دوارته                      | DO-DU           |
| DO-08 | استان ال سیبو                     | DO-SE           |
| DO-09 | استان اسپاییات                    | DO-EP           |
| DO-30 | استان آتو مایور                   | DO-HM           |
| DO-19 | استان ارماناس میرابال (Salcedo)   | DO-SC           |
| DO-10 | استان ایندپندنسیا                 | DO-IN           |
| DO-11 | استان لا آلتاگراسیا               | DO-AL           |
| DO-07 | استان الیاس پینیا (La Estrelleta) | DO-EP           |
| DO-12 | استان لا رومانا                   | DO-RO           |
| DO-13 | استان لا وگا                      | DO-VE           |
| DO-14 | استان ماریا ترینیداد سانچز        | DO-MT           |
| DO-28 | استان مونسنیور نوول               | DO-MN           |
| DO-15 | استان مونته کریستی                | DO-MC           |
| DO-29 | استان مونته پلاتا                 | DO-MP           |
| DO-16 | استان پدرنالس                     | DO-PN           |
| DO-17 | استان پراویا                      | DO-PR           |
| DO-18 | استان پوئرتو پلاتا                | DO-PP           |
| DO-20 | استان سامانا                      | DO-SM           |
| DO-21 | استان سن کریستوبال                | DO-CR           |
| DO-22 | استان سن خوان، جمهوری دومینیکن    | DO-JU           |
| DO-23 | استان سن پدرو ده ماکوریس          | DO-PM           |
| DO-24 | استان سانچز رامیرس                | DO-SZ           |
| DO-25 | استان سانتیاگو، جمهوری دومینیکن   | DO-ST           |
| DO-26 | استان سانتیاگو رودریگز            | DO-SR           |
| DO-27 | استان والورده                     | DO-VA           |